# Gyrophaena manca
Gyrophaena manca – gatunek chrząszcza z rodziny kusakowatych i podrodziny rydzenic. Zamieszkuje Europę, Zakaukazie i Syberię.

## Taksonomia
Gatunek ten opisany został po raz pierwszy w 1839 roku przez Wilhelma Ferdinanda Erichsona.

## Morfologia
Chrząszcz o wydłużonym ciele długości od 1,3 do 1,6 mm. Głowa jest czarnobrązowa do czarnej, 1,7 raza szersza niż dłuższa, zaopatrzona w wyłupiaste oczy. Barwa czułków jest żółta do żółtobrązowej. Ich człony od szóstego do dziesiątego są wyraźnie szersze niż dłuższe. Przedplecze jest ciemnobrązowe, o rozproszonych po całym dysku punktach, spośród których zwykle zaznaczają się dwa silniejsze w tylnej jego połowie. Pokrywy są ciemnobrązowe, niezbyt gęsto pokryte drobnymi, ziarnistymi punktami. Kolor odnóży jest żółty do żółtobrązowego. Odwłok ma ubarwienie jednolicie czarniawobrązowe lub czarne. U samca siódmy tergit jest niesymetrycznie zbudowany, wyciągnięty po bokach w dwie gałęzie, z których lewa jest na szczycie młotkowato rozszerzona, a prawa zaopatrzona przed chorągwiowatym wierzchołkiem w cztery szczecinki.

## Ekologia i występowanie
Owad rozmieszczony od nizin po niższe położenia w górach. Zasiedla przede wszystkim lasy liściaste. Jest polifagicznym mykofagiem. Bytuje w owocnikach grzybów naziemnych i nadrzewnych, najchętniej w żagwiach, wrośniakach i hubiakach. Osobniki dorosłe aktywne są od maja do listopada.
Gatunek palearktyczny. W Europie znany jest z Hiszpanii, Irlandii, Wielkiej Brytanii, Francji, Belgii, Holandii, Niemiec, Szwajcarii, Austrii, Włoch, Danii, Szwecji, Norwegii, Finlandii, Estonii, Łotwy, Litwy, Polski, Czech, Słowacji, Węgier, Rumunii, Bułgarii, Bośni i Hercegowiny, Serbii i europejskiej części Rosji. W Azji podawany jest z syberyjskiej części Rosji, Gruzji i Azerbejdżanu.